# Aretê

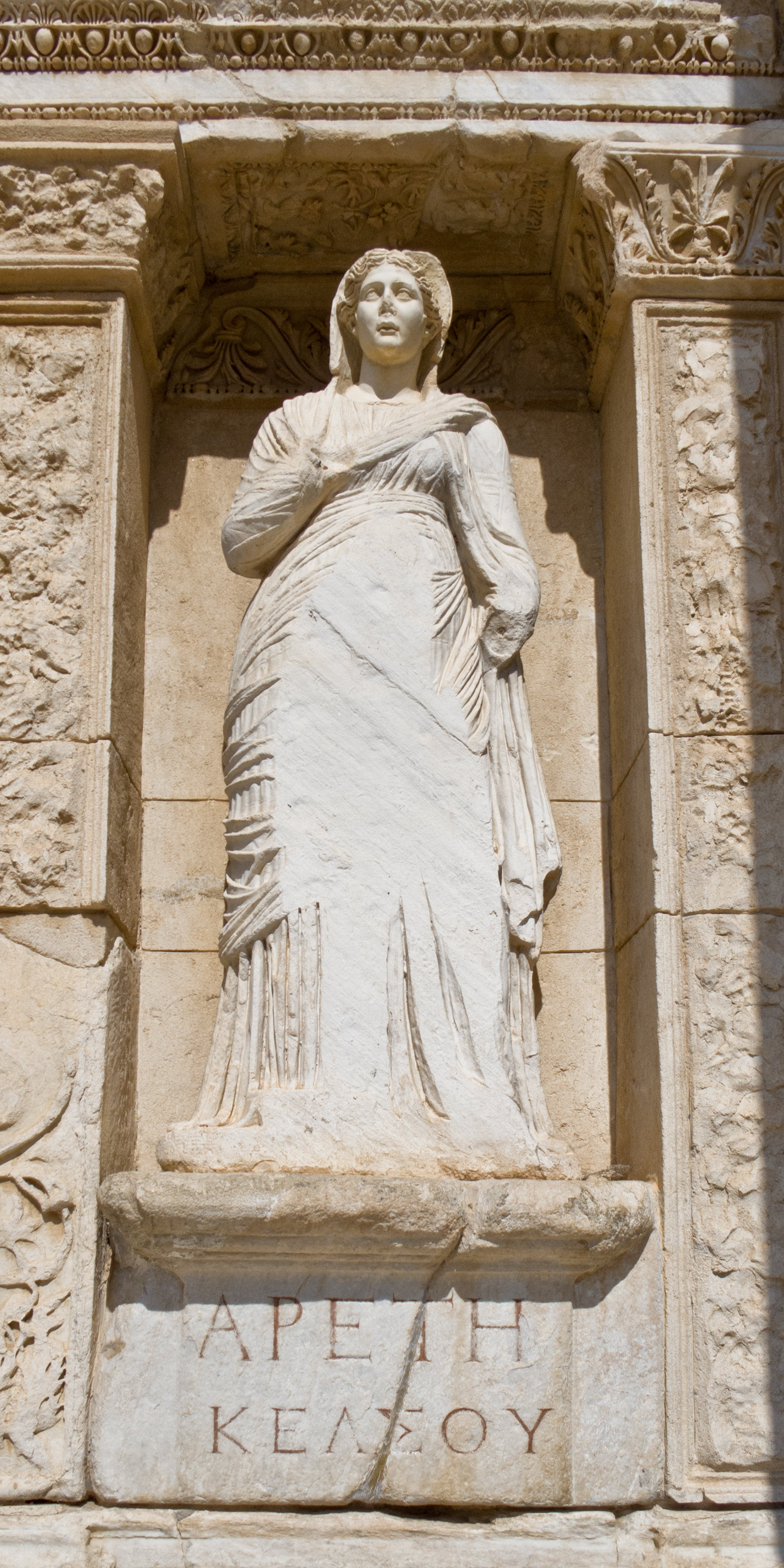
Escultura de Aretê em Éfeso

Aretê ou areté (do grego ἀρετή aretê,ês, "adaptação perfeita, excelência, virtude") é uma palavra de origem grega que expressa o conceito grego de "excelência" de qualquer tipo, ligado especialmente à noção de "virtude moral", de cumprimento do propósito ou da função a que o indivíduo se destina.
No sentido grego, a virtude coincide com a realização da própria essência, e portanto a noção se estende a todos os seres vivos. Segundo Sócrates, a virtude é fazer aquilo que a que cada um se destina. Aquilo que no plano objetivo é a realização da própria essência, no plano subjetivo coincide com a própria felicidade.
Na Grécia Antiga, aretê significava também a coragem e a força de enfrentar todas as adversidades, e era uma virtude a que todos aspiravam.
A raiz da palavra é a mesma de aristos, que originou aristocracia, que significa habilidade ou superioridade, e era constantemente usada para denotar nobreza. O termo era aplicado para qualquer coisa, desde a descrição da boa fatura de um objeto utilitário até para indicar o cidadão exemplar e o herói, mas em todos os casos a aretê de cada um envolvia valores diferentes.
Em torno do século IV a.C., aretê passou a incorporar outros atributos, como dikaiosyne (justiça), e sophrosyne (moderação e autocontrole). Platão incorporou esses novos significados tentando estabelecer uma nova definição para aretê, Aristóteles ampliou seu trabalho e o conceito teve importantes repercussões no pensamento cristão.
Aretê foi também importante elemento na paideia grega, o conceito de educação integral para a formação de um cidadão virtuoso e capaz de desempenhar qualquer função na sociedade. O treinamento na aretê envolvia educação física, oratória, retórica, ciência, música e filosofia, além de educação espiritual.

## Na mitologia
Aretê era ocasionalmente personificada como uma deusa. Na genealogia de Mnáseas, ela foi descrita como irmã de Homonoia (Concórdia - de homo, mesma, uma; nous, mente) e Ctésios, filha de Praxidike, a Justiça, com seu irmão Zeus Sóter. Aretê e Homonoia eram conhecidas como Praxidikai, as executoras da Justiça. Aretê como uma deusa aparece no mito de Hércules e oferece a ele a opção de seguir uma vida de atribulações, mas gloriosa, enquanto que seu oposto, Kakia, lhe oferecia prazer e riqueza. Hércules escolhe então aceitar a oferta de Aretê.